# Сан-Мартинью-даз-Аморейраш
Сан-Мартинью-даз-Аморейраш (порт.  São Martinho das Amoreiras) - фрегезия (район) в муниципалитете Одемира округа Бежа в Португалии. Территория – 142,97 км². Население – 1199 жителей. Плотность населения – 8,4 чел/км².